# 이명섭 (1886년)
이명섭(李明燮, 일본식 이름: 李宮明燮리노미야 메이쇼, 1886년 12월 28일 ~ ?)은 일제강점기와 대한민국 건국 초기의 법조인이다.

## 생애
경기도 가평군 출신이다. 1906년에 법관양성소를, 1912년에는 경성전수학교를 졸업한 뒤, 조선총독부의 재판소에서 통역생 겸 서기로 관직에 들어섰다. 1914년에 평양지방법원 영변지청 판사로 발령받아 근무했고, 3년 뒤인 1917년에는 신의주지청 판사로 자리를 옮겼다.
1919년부터 공주지방법원 청주지청의 판사를 지냈으며, 1921년에 대구복심법원 판사, 1923년에 경성복심법원 판사가 되었다. 경성복심법원에서 1933년까지 약 10년간 근무한 뒤, 고등관3등으로 승서되면서 퇴관했다. 일본 정부는 퇴직한 이명섭을 정5위에 서위했고, 이후 이명섭은 변호사로 활동했다.
일본 정부로부터 다이쇼기념대례장(1915년), 훈6등 서보장(1926년), 쇼와대례기념장(1928년), 훈5등 서보장(1931년)을 차례로 받았다. 1919년에는 신의주지청에 근무할 때 3·1 운동 가담자 재판에 참여한 공이 현저한 것으로 인정받아 특별히 상여금 30원을 받은 일도 있다.
미군정에서 판사로 발탁되어 1948년에 반민족행위처벌법이 제정되었을 때 서울고등법원 원장을 맡고 있었다. 이명섭은 반민법 제5조에 따라 물러나면서, 법이 정해진 이상 이에 따라야 한다는 견해를 피력했다.

## 항일운동 재판
20년 동안의 조선총독부 판사 생활 동안 이명섭이 참여한 것으로 드러난 항일운동 관련 재판은 약 26건이다. 이 가운데 징역 1년형 이상의 형량이 선고되고 대한민국 국가보훈처가 훈장을 수여한 주요 사건 내역은 다음과 같다.
| 재판 날짜        | 독립유공자 이름 | 주요 혐의       | 관련 조직            | 보훈처의 서훈 내역 | 재판 결과             |
| ---------------- | --------------- | --------------- | -------------------- | ------------------ | --------------------- |
| 1921년 6월 24일  | 이영식          | 독립선언서 살포 | -                    | 건국훈장 애국장    | 징역 1년 6개월형      |
| 1921년 7월 9일   | 민치도          | 군자금 모금     | 대동단 상해 임시정부 | 건국훈장 애국장    | 징역 5년형            |
| 1921년 7월 12일  | 박정석 외 1인   | 군자금 모금     | 상해 임시정부        | 건국훈장 애국장 등 | 징역 7년형 확정 등    |
| 1921년 12월 26일 | 김환            | 군자금 모금     | 상해 임시정부        | 건국훈장 애족장    | 징역 1년형 확정       |
| 1922년 5월 17일  | 황덕환          | 군자금 모금     | 상해 임시정부        | 건국훈장 국민장    | 징역 5년형 확정       |
| 1922년 8월 21일  | 유성우          | 군자금 모금     | 상해 임시정부        | 건국훈장 애국장    | 징역 5년형            |
| 1922년 11월 18일 | 김찬규          | 군자금 모금     | 대동단 남만주군정서  | 건국훈장 애국장    | 징역 1년 6개월형 확정 |

## 사후
2002년 민족정기를 세우는 국회의원모임과 광복회가 함께 발표한 친일파 708인 명단의 판사 부문, 2008년 공개된 민족문제연구소의 친일인명사전 수록예정자 명단의 사법 부문에 선정되었다. 2007년에 대한민국 친일반민족행위진상규명위원회가 선정한 친일반민족행위 195인 명단 중 사법 부문에도 들어 있다.

## 참고자료
- 친일반민족행위진상규명위원회 (2007년 12월). 〈이명섭〉 (PDF). 《2007년도 조사보고서 II - 친일반민족행위결정이유서》. 서울. 1152~1178쪽쪽. 발간등록번호 11-1560010-0000002-10. [깨진 링크(과거 내용 찾기)]